# Haus Rehfeld
Das Haus Rehfeld in Delmenhorst-Mitte, Bismarckstraße 98, Ecke Roonstraße, stammt von 1911. 
Bauwerk, Vorgarten und Zaun sind Baudenkmale in Delmenhorst.

## Geschichte
Das zweigeschossige verputzte Haus mit einem hohen Walmdach wurde 1911 nach Plänen des Reformarchitekten Heinz Stoffregen in einer neu entstehenden Villensiedlung für den Organisten und Kirchenmusikdirektor Wilhelm Rehfeld gebaut.
Das Siedlungsprojekt Bismarckstraße wurde von Stoffregen begleitet, aber nur diese Haus von ihm entworfen.
1986 wurde das Haus nach einem Besitzerwechsel (eine Werbeagentur) aufwendig saniert. Seit einem erneuten Verkauf des Hauses wird es 1989 durch Umbau verändert und wieder als Wohnhaus genutzt.
Stoffregen hat in Delmenhorst u. a. das Rathaus Delmenhorst, die Markthalle Delmenhorst, die Städtische Galerie Delmenhorst, das Finanzamt und diverse Wohn- und Reihenhäuser entworfen.